# 奈良県立御所東高等学校
奈良県立御所東高等学校（ならけんりつごせひがしこうとうがっこう、英語表記 Nara Prefectural Gosehigashi Senior High School）は、奈良県御所市にあった公立の高等学校である。通称は東高（とんこう）。
奈良県の高校再編により、2007年（平成19年）に奈良県立御所工業高等学校と合併し奈良県立御所実業高等学校が新設された。同時に御所東高校としての募集を停止し、経過措置として在校生（2006年（平成18年）4月入学生）の卒業まで存続され、2009年（平成21年）3月に閉校した。

## 概要
歴史
1898年（明治31年）創立の「南葛城郡実業補習学校」を前身とする。その後農学校を経て、1948年（昭和23年）4月の学制改革により、新制工業高等学校「奈良県立御所農業高等学校」となった。その後、「奈良県立御所高等学校農業課程」、「奈良県立御所実業高等学校」（初代）を経て、1958年（昭和33年）に工業課程が分離し、「御所市立御所農業高等学校」となった。1961年（昭和36年）に奈良県へ移管され、再び県立高校となる。1971年（昭和46年）に「奈良県立御所東高等学校」に改称した。2007年（平成19年）にはかつての農業課程を前身とする奈良県立御所工業高等学校との統合により、「奈良県立御所実業高等学校」（二代目）が新設されたため、御所東高校としての募集を停止し、2009年（平成21年）3月に111年の歴史に幕を下ろして閉校した。
設置課程・学科
全日制課程 3学科
- 農業科
- 園芸科
- 生活科学科

## 沿革
旧制・農学校時代
- 1898年（明治31年）5月7日 - 「南葛城郡実業補習学校」が設置される。農科と工科を設置。
- 1899年（明治32年）10月1日 - 工科が奈良県染色講習所として分離する。
- 1900年（昭和33年）4月1日 - 「南葛城郡農学校」に改称。
- 1901年（明治34年）4月1日 - 「南葛城郡立南葛城農学校」に改称。
- 1923年（大正12年）4月1日 - 奈良県に移管され、「奈良県立南葛城農学校」に改称。
- 1944年（昭和19年）5月3日 - 農業土木科を新設。

新制高等学校
- 1948年（昭和23年）
  - 4月1日 - 学制改革（六・三・三制の実施）により農学校が廃止され、新制高等学校「奈良県立御所農業高等学校」が発足。
  - 9月1日 - 高校三原則に基づく公立高等学校の統合・再編が行われる。
    - 奈良県立御所高等学校（女子校）、奈良県立御所農業高等学校の2校と統合され、総合制の「奈良県立御所高等学校」が発足。
      - 通常制普通課程・工業課程（染織科・工業化学科・機械科）・農業課程（農科・農業土木科）が設置される。
- 1949年（昭和24年）4月1日 - 定時制工業課程染織科を設置。
- 1950年（昭和25年）4月1日 - 農業土木科を工業土木科に改編。
- 1952年（昭和27年）4月1日 - 総合制が解消され、工業課程と農業課程が分離し、「奈良県立御所実業高等学校」として独立。薬業科を新設。
- 1958年（昭和33年）4月1日 - 工業課程が分離し奈良県立御所工業高等学校として独立したため、「御所市立御所農業高等学校」に改称。畜産科を設置。
- 1961年（昭和36年）1月1日 - 奈良県に移管され、「奈良県立御所農業高等学校」に改称。
- 1963年（昭和38年）4月1日 - 生活科を新設。
- 1971年（昭和46年）4月1日 - 「奈良県立御所東高等学校」に改称。生活科の募集を停止し、生活科学科と被服科を新設。
- 1973年（昭和48年）3月31日 - 生活科を廃止。
- 1980年（昭和55年）4月1日 - 園芸科を新設。
- 2007年（平成19年）4月1日 - 奈良県立御所工業高等学校との統合により、奈良県立御所実業高等学校が新設される。
  - 御所東高校としての募集は停止される。ただし、経過措置として在校生（2006年（平成18年）4月入学生）が卒業するまで存続される。
  - 御所実業高校の校舎・校地は御所工業高校のものが使用される。
  - 園芸科が「環境緑地科」として継承される。
- 2009年（平成21年）3月31日 - 閉校。旧・御所東高校のグラウンドは部活動等で使用されている。

## 部活動
野球部
奈良県最弱チームの一つで、1967年～1999年（1981年は不参加）にかけて全国高校野球選手権大会地方予選で初戦敗退。地方予選32連敗というのは当時の日本記録でもあった。（現在は、天王寺商業高校が39連敗（1973年～2011）で更新された。
御所実業高等学校の名称であった1953年の第25回選抜高等学校野球大会に出場している。

## 関連事項
- 奈良県高等学校の廃校一覧
- 実業学校・農学校
- 奈良県立御所工業高等学校
- 奈良県立御所実業高等学校